# Euphrosine capensis
Euphrosine capensis är en ringmaskart som beskrevs av Johan Gustaf Hjalmar Kinberg 1857. Euphrosine capensis ingår i släktet Euphrosine och familjen Euphrosinidae. Inga underarter finns listade i Catalogue of Life.